# Xysticus parallelus
Xysticus parallelus — вид роду павук-краб (Xysticus) родини павуки-краби (Thomisidae). Має природоохоронний статус «недосліджений» та недосліджується.

## Поширення
Цей павук поширений тільки на території Франції, в прибережних зонах та місцевостях, розташованих поблизу них.